# Eudulophasia aurora
Eudulophasia aurora là một loài bướm đêm trong họ Geometridae.